# Longevelle-lès-Russey
Longevelle-lès-Russey település Franciaországban, Doubs megyében. Lakosainak száma 40 fő (2022. január 1.). Longevelle-lès-Russey Chamesey községgel határos.

## Népesség
A település népességének változása:
| Lakosok száma | 44   | 44   | 45   | 50   | 42   | 42   | 46   | 45   | 45   | 40   |
|               | 1968 | 1982 | 1990 | 2006 | 2013 | 2015 | 2017 | 2019 | 2020 | 2022 |